# Mussolini – Die letzten Tage
Mussolini – Die letzten Tage (Originaltitel: Mussolini – ultimo atto) ist ein italienischer Spielfilm des Regisseurs Carlo Lizzani aus dem Jahr 1974.

## Handlung
Der Film spielt in Italien zwischen dem 24. und 28. April 1945. Der italienische Diktator Benito Mussolini ist gestürzt und wird nach und nach von seiner Gefolgschaft verlassen. Mit seiner Geliebten Claretta Petacci ist er auf der Flucht irgendwo zwischen Mailand und dem Comer See. Sein Ziel ist es, in die Schweiz zu gelangen, um von neutralem Boden aus Winston Churchill von einem Krieg gegen den Kommunismus zu überzeugen. Doch Mussolini wird gejagt. Die Deutschen wollen ihn vor den Amerikanern finden, um einen Siegerprozess zu verhindern. Italienische Antifaschisten haben ihn bereits in Abwesenheit zum Tode verurteilt und möchten das Urteil vollstrecken. Schließlich wird er als deutscher Soldat verkleidet am Comer See von Partisanen gestellt und gemeinsam mit seiner Geliebten am 28. April 1945 erschossen.

## Kritiken
„Eine episch ausgefaltete Rekonstruktion der letzten Lebenstage des italienischen Diktators Benito Mussolini im April 1945. Sein Fluchtweg von Mailand nach Como, auf dem er fast alle Gefolgsleute verliert, macht die Diskrepanz zwischen usurpiertem Machtanspruch und todgeweihter Existenz deutlich.“